# Mycetophila strikeri
Mycetophila strikeri är en tvåvingeart som beskrevs av Duret 1981. Mycetophila strikeri ingår i släktet Mycetophila och familjen svampmyggor. Inga underarter finns listade i Catalogue of Life.